# Топлинен щит
 Топлинен щит в аеронавтиката е защитен слой на космическите кораби или на балистичните ракети. Предназначен е за защита от високата температура при навлизане в атмосферата на Земята или на други планети имащи такава, като на Марс например.